# الاتحاد الكشفي البرازيلي
اتحاد الكشافة البرازيلي هي المنظمة الكشفية الوطنية في البرازيل. الكشافة في البرازيل تأسست في عام 1910 وكانت من بين الأعضاء المؤسسين للمنظمة العالمية للحركة الكشفية في عام 1922. والاتحاد الكشفي البرازيلي قد تأسس في عام 1924، لديه 53055 عضو اعتبارا من عام 2011. والجمعية هي عضو في مجتمع الكشافة الناطق بالبرتغالية.
الكشافة في البرازيل تحظى بشعبية كبيرة في المدن والضواحي. الكشافة في البرازيل كان لها حضور عالمي مع الأحداث الإقليمية بأعداد كبيرة. كانت ممثلة بشكل جيد في المخيم العالمي عام 1998 مع 3000 مشارك.

## روابط خارجية
- الموقع الرسمي
- الكشافة - كن مستعدا
- كشافة البرازيل